# Raionul Pîreatîn, Poltava
Pîreatîn (în ucraineană Пирятинський район, transliterat: Pîreatînskîi raion) este un raion în regiunea Poltava, Ucraina. Reședința sa este orașul Pîreatîn.

## Demografie
Componența lingvistică a raionului Pîreatîn
     Ucraineană (94,79%)
     Rusă (4,76%)
     Alte limbi (0,25%)
Conform recensământului din 2001, majoritatea populației raionului Pîreatîn era vorbitoare de ucraineană (94,79%), existând în minoritate și vorbitori de rusă (4,76%).